# 劉焉 (益州牧)
劉焉（2世纪？—194年），字君郎（《华阳国志校补图注》云当字君朗），江夏竟陵（今湖北省天门市）人，東漢末年割据军阀之一，官至陽城侯、益州牧。他以州牧身份建立的地方割据势力为三国时代最早的一批，同时是持续时间较长的，直到214年其子刘璋向刘备投降才终结。

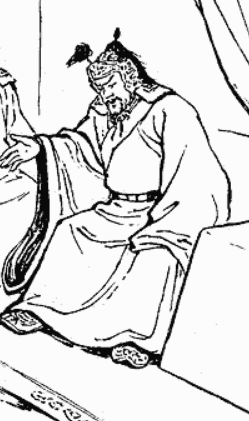
连环画《三国演义》（1957年版）中的刘焉画像

## 生平
劉焉生于2世纪，是汉景帝之子鲁恭王劉餘裔孙竟陵侯的後裔，以漢朝宗室身份，後拜為中郎，歷任雒陽令、冀州刺史、南陽太守、宗正、太常等官。
汉灵帝中平五年（188年），漢朝政权衰落天下大乱之时，刘焉向朝廷提出用宗室、重臣为州牧，在地方上凌驾于刺史、太守之上，独揽大权以安定百姓，史稱「废史立牧」或“州牧出镇”。朝廷采纳了这一建议。南梁的刘昭认为设立州牧是天下大乱的原因。
本来想求领交阯牧的劉焉因为听侍中廣漢董扶说益州有天子之气，改向朝廷请求為益州牧。于是刘焉被封陽城侯，前往益州整飭吏治。董扶亦求為蜀郡屬國都尉，及太倉令巴西趙韙、吳壹等舉家隨劉焉入蜀。俱隨劉焉。
刘焉尚未到达，益州刺史郤儉被黃巾军马相等殺死，但是刚称帝的几日的马相又被益州从事贾龙组织军队击败。贾龙于是迎接刘焉入益州，治所定在绵竹。
張魯母始以鬼道，又有少容，常往來刘焉家，所以刘焉遣民间势力“五斗米道”的首领張魯為督義司馬，劉焉此后派遣与别部司马张修一起前往漢中，攻打汉中太守苏固。刘焉后来又让張魯杀害汉朝使者，刘焉则以米贼作乱阻隔交通为由，从此中断与中央朝廷的联络。张鲁在汉中得势后，却杀死张修，刘张两家由此结怨。
劉焉又託他事殺州中豪強王咸、李權等十餘人，以立威刑。犍為太守任岐自稱將軍，與從事陳超舉兵攻打刘焉及之前平乱有功的贾龙，董卓使司徒趙謙將兵向州，說服校尉賈龍引兵攻擊刘焉，刘焉以青羌兵出戰，打敗任岐、賈龍等人。
天下诸侯讨伐董卓之时，刘焉也拒不出兵，保州自守。南阳、三辅一带有数万户流民进入益州，刘焉悉数收编，称为“东州兵”。这支军力虽然引起了不少民患，但是也成为刘璋继任后平定赵韪内乱的决定性力量。
劉焉其後作乘輿車具千餘輛，因車乘規格僭越禮制，被劉表上表其有圖謀不軌。此后，刘焉称病，让朝廷将其子奉车都尉刘璋从京城派到益州，将其留下。
194年，刘焉在朝中的长子左中郎将劉範和次子治书御史刘诞与西凉马腾策劃进攻长安，刘焉也出兵相助，战败，劉範、刘诞被杀。议郎庞羲是刘焉世交，送刘焉的孙辈入蜀免受牵连。此时绵竹发生大火，所造府第車乘被燒毀，损失严重。刘焉不得已迁州治到成都。因为伤心死去的两个儿子，又担忧灾祸，发背疮而死。刘焉的部下赵韪等因为刘璋软弱，于是一致决定推举他继任益州牧。

## 家庭

### 父母
- 劉某，漢末宗室，本名已佚，官至長沙郡太守，因此稱"劉長沙"，娶黄瓊之女。( 盛弘之《荊州記》載：鄭鄉即鄭城地也。崗南有劉長沙墓，益州牧焉之父。)
- 黄氏，司空黄琼女、黄琬姑母[6]

### 妻妾
- 費氏，劉焉諸子之母[來源請求]，為費觀的族姑。
- 盧氏，張魯之母，與劉焉關係曖昧不明，史載:魯母好養生、有少容，兼挾鬼道，經常往來益州牧劉焉家，致使張魯獲得劉焉任用。

### 兒女
- 劉範——刘焉长子，左中郎將。後為李傕所殺。
- 劉诞——刘焉次子，治书御史，与劉範一起被杀。
- 劉瑁——劉焉三子，别部司马，隨父劉焉入益州。
- 劉璋——刘焉幼子，字季玉，后为继承人。

### 兒媳
- 龐氏——龐羲族姊，劉範之妻[來源請求]。
- 吳氏——吳愷之女[來源請求]，吳匡侄女，吳懿之妹，吳班族妹，野史記其名為吳莧，劉瑁之妻，瑁早逝，無子守寡，頗有姿色，後嫁給劉備，即為穆皇后。
- 費氏——費伯仁之女，費觀姑母，劉璋之妻。[來源請求]

## 部下
- 董扶——字茂安，廣漢郡緜竹縣人，本是朝廷侍中，後隨劉焉入蜀，任蜀郡西部屬國都尉，為劉焉謀士。
- 任安——字定祖，廣漢郡緜竹縣人，蜀中名士，俱事楊厚，與同鄉人董扶齊名，屢次婉拒朝廷徵召，後為劉焉奉為上賓。
- 任元——字秀明，蜀郡成都縣人，任岐族人，少時便有威望，歷仕劉焉、劉璋[來源請求]、劉備，蜀漢建立時，官至執金吾，有一子任熙。
- 嚴顏——巴郡人，頗有膽略，曾為趙韙部屬[來源請求]，劉璋時期，鎮守巴郡，劉備攻蜀時曾激烈對抗，後兵敗不願投降，為張飛義釋，不久聽聞劉璋獻城，結局有終身不仕，或是自刎殉國，至於後來投奔劉備則屬小說創作。
- 景毅——字文堅，廣漢郡梓潼縣人，為當時名士，劉焉上任時，上表拜其為都尉。
- 景顧——景毅子，師事李膺，漢末大亂回鄉投奔劉焉[來源請求]。
- 祝龜——字元靈，漢中郡南鄭縣人，性情滑稽，以博學聞名，為當時名士，益州牧劉焉攻破漢中郡後，徵闢之[來源請求]，任葭萌長。著有《漢中耆舊傳》。
- 陳術——字申伯，漢中郡人，以博學聞名，為當時名士，益州牧劉焉攻破漢中郡後，徵闢之，在劉焉帳下甚得重用[來源請求]，歷任三郡太守。
- 鄭度——廣漢郡緜竹縣人，為足智多謀之士，曾屢次與黃權、王累等人力勸劉璋打消讓劉備入蜀的念頭，不為採納，後劉備攻破雒城，獻上堅清壁野之策以耗劉備兵勢，劉備聽聞後驚恐不已，卻為剛投奔自己的法正所安撫，法正認為劉璋仁厚必不會用此計，果然此計不為劉璋採納，劉璋獻城後，便下野隱居不仕[來源請求]。
- 何宗——字彥英，一作彥若，蜀郡郫縣人。師從名士任安，精通經緯、天官、推步、圖讖之術，劉焉入蜀後投奔，為其謀士[來源請求]。劉璋時期，出任犍為郡太守。
- 樊敏——字升達，蜀郡屬國青衣縣人，曾為巴郡太守，劉焉封其為助義都尉。
- 五梁——字德山，犍為郡南安縣人，師從名士任安，與同門何宗投奔劉焉為其謀士[來源請求]，劉璋時期，為劉璋長子劉循的導師[來源請求]。
- 孟光——字孝裕，河南尹雒陽縣人，孟郁同族，以知識廣博著名，靈帝末年任講部吏，董卓挾持獻帝遷都後，孟光趁機逃入蜀地，劉焉以上賓之禮對待他。
- 吳愷——新息縣令，吳懿與吳莧的父親，與劉焉有舊情，後棄官隨劉焉舉家入蜀。[來源請求]
- 吳懿——字子遠，劉瑁之妻吳莧兄，為軍中大將。
- 吳班——字元雄，吳匡子，因動亂隨叔父吳愷[來源請求]一同入蜀，以豪俠聞名，官位常常僅次於吳懿。
- 孫肇——任校尉，負責統領由青羌、叟人所組成的異族軍隊，劉焉曾派其為援軍領叟兵五千與馬騰共擊長安。
- 張脩——巴郡人，漢末五斗米教首領，人稱巴郡妖巫或五斗米師，曾起兵反漢，後為劉焉降伏，任別部司馬。劉焉命其與張魯攻殺漢寧郡( 即漢中郡 )太守蘇固。
- 張魯——字公祺，因母親盧氏與劉焉相善緣故，受劉焉重用為任軍中司馬，後受命佔據漢寧郡( 即漢中郡 )，後殺張修自立。
- 張衛——字公則，張魯之弟。
- 張愧——字公仁，張魯之弟。[7]
- 張魯之弟，後劉璋與張魯不合，與母親盧氏一同被劉璋所殺。[8]
- 張肅——字君矯，容貌甚偉，為張松之兄，初為縣長[來源請求]，劉璋時任別駕，後奉命出使結交曹操，被闢為丞相府掾，後任為廣漢郡太守。
- 張松——字子喬，初為郡吏[來源請求]，劉璋中期受擢用，接替兄長為別駕，後私下叛劉璋，為兄長張肅得知，張肅選擇告發，張松被劉璋下令杖殺。
- 張任——劉焉部將，蜀郡成都人，出身寒門，年輕時就非常有膽略，甚有氣節，為劉焉所任用[來源請求]，劉備進攻蜀地時，劉璋遣張任、劉璝率精兵拒之於涪城，建安十九年（214年）敗退到雒城，劉備進軍包圍雒城，在雁橋之戰戰敗後被擒。劉備見其才能與忠義想招降他，但是張任說：「老臣終不復事二主矣。」，不願投降於是被處死，當時劉備也為之嘆息。
- 劉璝——劉焉部將，劉備攻蜀後，和鄧賢、冷苞、張任一起鎮守涪城迎擊劉備大軍，戰敗，退至綿竹。與劉璋長子劉循主持守衛雒城，堅守一年後雒城才陷落，因不願降伏劉備被殺[來源請求]。
- 張裕——字南和，蜀郡人，精通占星、相面，少為郡吏[來源請求]，劉璋時期，出任益州從事。
- 張裔——字君嗣，蜀郡成都縣人。年少時為郡吏，後舉孝廉，任魚復長，劉璋時期，轉任從事，領帳下司馬。劉備攻蜀時，曾奉命抵擋張飛。
- 趙琰——字雅珪，漢寧郡南鄭縣人，曾任青州刺史，以清廉自守聞名，漢末大亂時回鄉投奔劉焉[來源請求]，後來召他入朝為尚書，但他未赴任。
- 趙韙——巴西郡人，原在朝中為太倉令，後隨劉焉入蜀中，劉焉病逝後，立劉璋為主，拜征東中郎將。因東州兵衍生地方爭議，加上劉璋命其多次抵禦劉表卻無功[來源請求]，因而起兵反叛劉璋，被劉璋遣軍敗之，撤往江州途中被追兵斬之。
- 趙莋——巴西郡人，劉璋時期為巴郡太守。
- 趙瑤——字元珪，漢寧郡南鄭縣人，受劉焉表任為廣漢郡太守[來源請求]。
- 黃權——字公衡，巴西郡閬中縣人，初為郡吏，劉璋時期，升為主簿，劉璋招劉備入蜀時，其與王累、鄭度力勸此事不果，後劉備統治蜀中被其招納，夷陵之戰隨劉備出征卻因歸路被斷不得已而降魏。
- 高沛——劉焉部將，龐統說其與楊懷為蜀中名將。
- 楊懷——劉焉部將，龐統說其與高沛為蜀中名將。
- 龐羲——劉焉部將，司隸河南尹河南縣人，本為朝中議郎，與劉焉有深交，族妹為劉範之妻，劉範勾結馬騰、韓遂之事洩後，為李傕捕殺後，其藏匿起劉焉的幾個孫子後伺機入蜀，為劉焉重用為親信，被任命為巴郡太守，負責掌理東部諸事，劉璋承襲其父後，與張魯交惡，命其為巴西郡太守，駐守閬中防禦張魯。
- 龐樂——龐羲族人[來源請求]，本趙韙帳下牙將，劉璋初期，趙韙舉兵造反，與同僚李異一同舉兵攻打趙韙。
- 李異——本趙韙帳下牙將，劉璋初期，趙韙舉兵造反，與同僚龐樂一同舉兵攻打趙韙。
- 王商——字文表，廣漢郡郪縣人，以才學著，劉璋時期以治中從事行蜀郡太守事。
- 王甫——字國山，廣漢郡郪縣人，與王商同族，劉璋時期，任州書佐。
- 王士——字義強，廣漢郡郪縣人，與王商同族，初為郡吏，不如從兄弟王商、王甫、王累等人被重用[來源請求]，直至劉備平蜀後，才屢屢晉升。
- 王累——廣漢郡新都縣人，與王商同族[來源請求]，劉璋時期，任從事，後以繩倒懸在城門之上，勸諫劉璋別迎劉備入蜀，但劉璋不聽。而只好選擇在門口處以自刎來結束自己的生命。
- 王謀——字元泰，漢嘉郡漢嘉縣人，性格有容止操行，善美謹慎。劉璋時期，出任巴郡太守。
- 王連——字文儀，南陽郡人，以劉焉部曲入蜀[來源請求]，後任梓潼令，劉備攻蜀時，曾堅守梓潼縣城，等到劉璋獻城後，才出城投降。
- 馬忠——原名狐篤，字德信，巴西郡閬中縣人，年輕為郡吏，後舉孝廉，出任漢昌長。
- 馬勛——字盛衡，巴西郡閬中縣人。初為郡吏，劉璋時期，任州書佐。
- 程畿——字季然，巴西郡閬中縣人。劉焉時期，任漢昌長，受命治理境內賨人，甚得威信；劉璋時期，以諫言打消龐羲自立的念頭，以此功任江陽郡太守。
- 常員——蜀郡江原縣人，為劉焉所置[來源請求]的牂柯郡太守。
- 陰溥——河內郡人，於董卓秉政時舉家逃入蜀中，被劉焉聘為賓客[來源請求]，劉璋時期，曾作為使節出使剛平定漢中的曹操。
- 婁發——劉焉部曲，後為防守荊州牧劉表的東部諸將之一，劉璋初期，為劉表別駕劉闔煽動，與同僚沈彌、甘寧等人一同起兵造反，卻為東中郎將趙韙所敗，逃至荊州。
- 沈彌——劉焉部曲，後為防守荊州牧劉表的東部諸將之一，劉璋初期，為劉表別駕劉闔煽動，與同僚婁發、甘寧等人一同起兵造反，卻為東中郎將趙韙所敗，逃至荊州。
- 甘寧——字興霸，巴郡臨江縣人，本為江賊，號曰「錦帆賊」，後聞劉焉入蜀，率眾為其部曲[來源請求]，爾後成為防守荊州牧劉表的東部諸將之一，劉璋即位初受劉表別駕劉闔煽動，與同僚婁發、沈彌等人一同起兵造反，卻為東中郎將趙韙所敗，逃至荊州。
- 龔諶——巴郡安漢縣人，初為縣吏[來源請求]，劉璋分巴郡為三郡後，任龔諶為巴西郡功曹；蜀漢初年，任犍為郡太守，子龔祿。
- 龔揚——巴郡墊江縣人，受劉焉表任為巴郡太守[來源請求]。
- 射登——扶風郡人，射堅射援族兄，三輔大亂時投奔劉焉，後曾擔任蜀郡太守[來源請求]。
- 高頤——字貫方，益州豪族出身[來源請求]，在劉璋時期受表為益州郡太守。
- 正昂——益州豪族出身，為郡吏[來源請求]，後在蜀漢初期擔任建寧郡太守。

## 盟友
- 任岐——犍為郡太守，蜀郡人，本和賈龍一同平馬相之亂，並迎劉焉入蜀，後不满劉焉屠戮蜀中大姓，與從事陳超舉兵反攻，卻為劉焉遣東州兵擊破，城破後被執殺。
- 王咸——巴郡太守，為蜀中大姓，初期迎劉焉入蜀，董卓秉政時，劉焉欲以威刑來提升對蜀中的掌握，於是以通董卓的名義處死王咸、李權等數名豪強。
- 李權——字伯豫，任臨邛長，為蜀中大姓，初期迎劉焉入蜀，董卓秉政時，劉焉欲以威刑來提升對蜀中的掌握，於是以通董卓的名義處死王咸、李權等數名豪強。其子為蜀漢中期重臣李福。
- 高躬——又作高聯，陳留郡圉縣人，即出自兗州名門陳留高氏，靈帝晚年(187 ~ 189 年)，出任蜀郡太守[來源請求]，後逢董卓秉政，高躬為求自保而依附劉焉[來源請求]。
- 劉寵——字世信，廣漢郡緜竹縣人，曾任成都令，政教明肅。歷任郫令、安漢令，靈帝晚年(187 ~ 189 年)[來源請求]，出任牂柯郡太守，後逢董卓秉政，劉寵為求自保而依附劉焉[來源請求]。
- 韓遂
- 馬騰

## 影視形象
- 2004年电视剧《武圣关公》：史佳成饰劉焉

## 延伸阅读
[在维基数据编辑]
 《後漢書/卷75》，出自范晔《後漢書》
 《三國志·卷31》，出自陳壽《三國志》
 在维基共享资源阅览影像